# Császárfa
Az illatos császárfa vagy császárfa (Paulownia tomentosa) az ajakosvirágúak (Lamiales)  rendjében a Paulowniaceae család névadó, Paulownia nemzetségének egyik faja. Régebben a tátogatófélék családjába sorolták.
Magyarországon inváziós fajnak számít, nem ültethető.

## Származása, elterjedése
Közép- és Nyugat-Kínából származik. Európa melegebb, kevésbé fagyos területein kedvelt díszfa.

## Nevének eredete
A Paulownia nemzetséget Philipp Franz von Siebold nevezte el Anna Pavlovna Romanova (1795–1865) tiszteletére — ő I. Pál orosz cár lánya és II. Vilmos holland király felesége volt.
A latin tomentosa jelentése ‘molyhos’, ami finoman szőrös leveleire utal.

## Megjelenése, felépítése

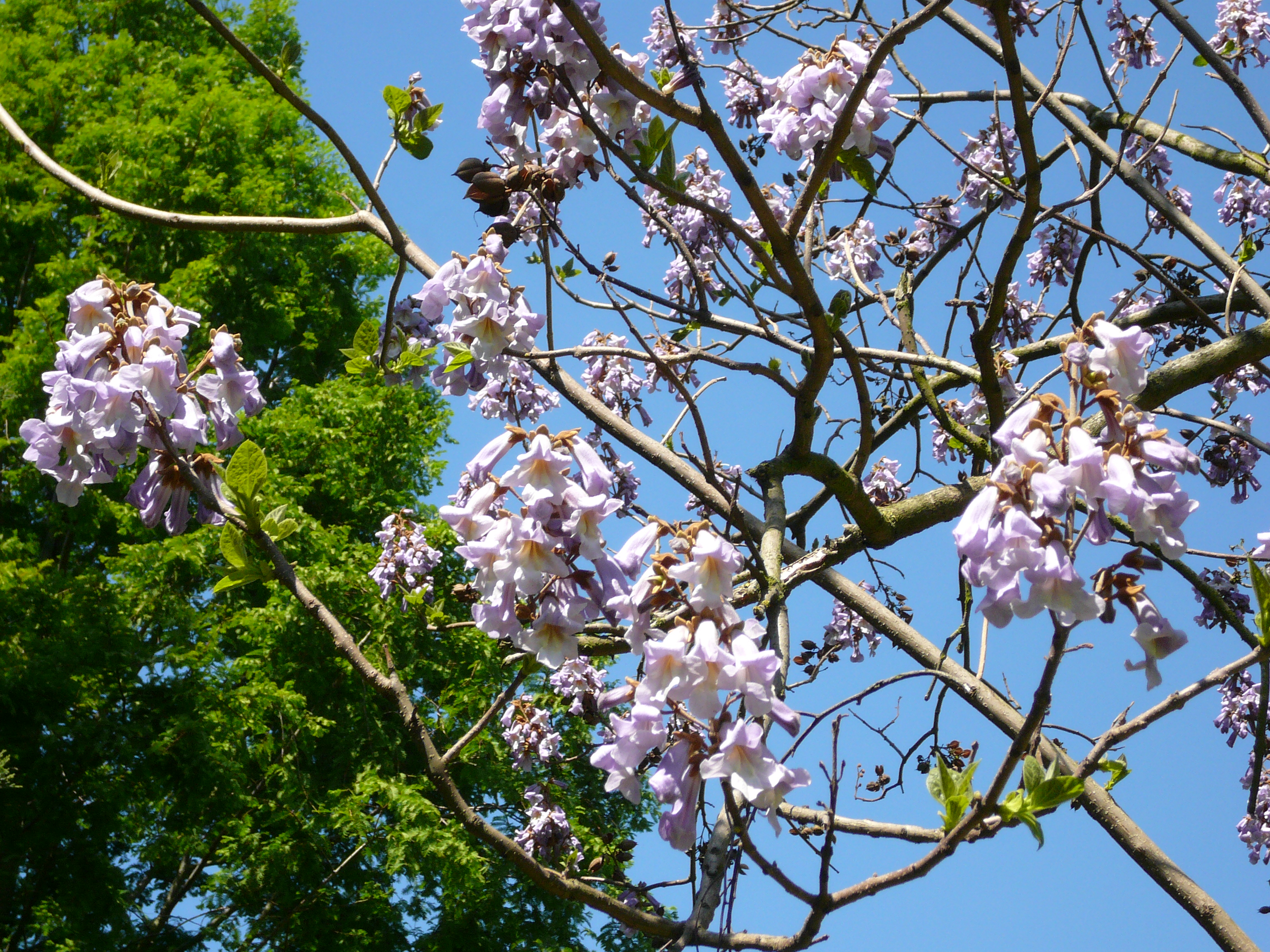
Virágai és fiatal levelek

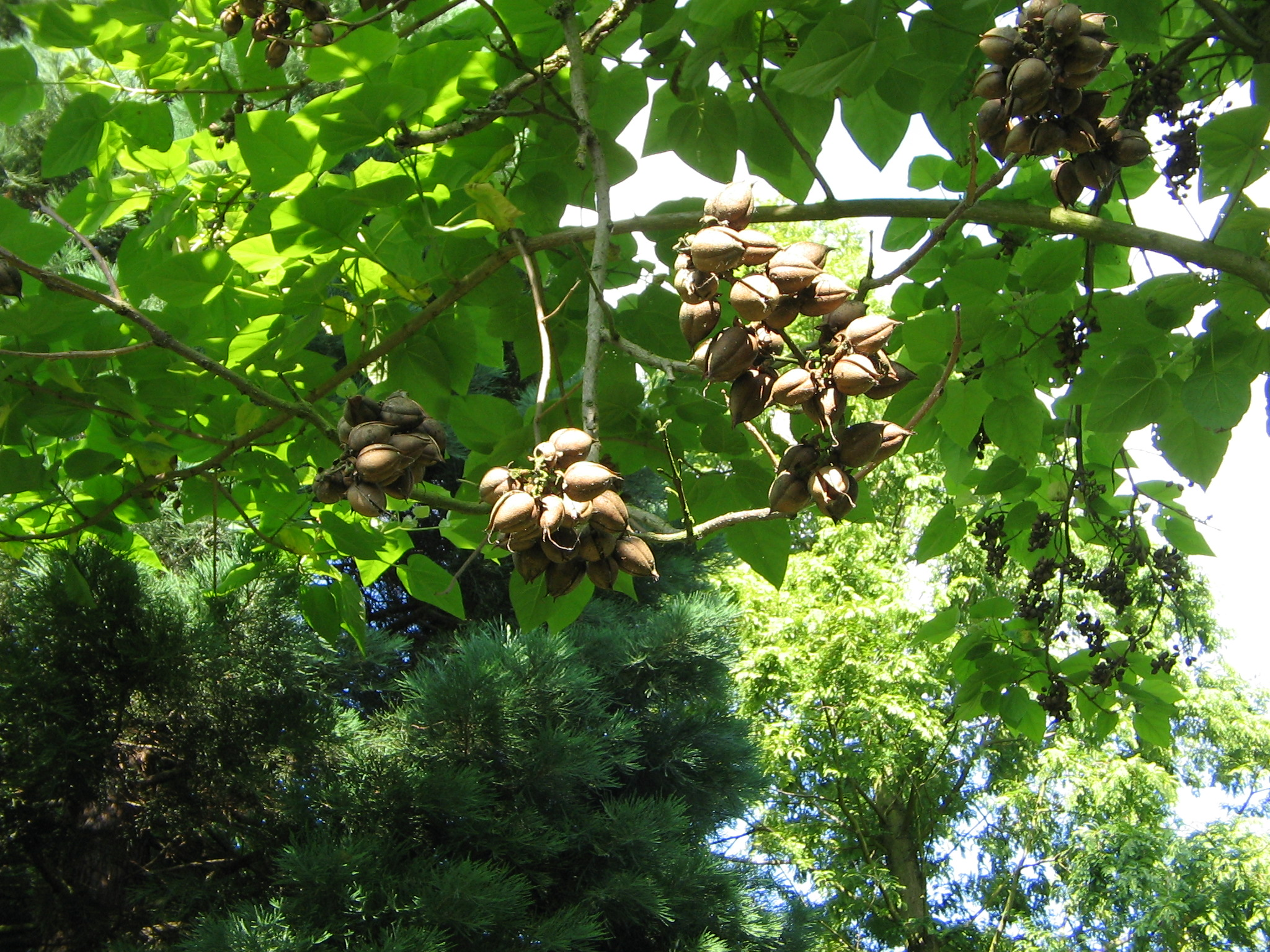
Ág termésekkel

Általában 10-15 m magasra nő; de kedvező körülmények között akár a 25 m-t is elérheti. Nagy koronája szétterülő, laza, gyakran emeletes. A korona alsó és középső ágai gyakran oldalirányban fejlődnek, csak a felső ágak törekszenek fölfelé. Vaskos törzse vagy egyenes, vagy már alacsonyan elágazik. Szürke-barnásszürke kérge idősebb korában is sima marad, de nagy paraszemölcsök nőnek rajta. Szíves vállú, széles, hegyes csúcsú, 15-40 cm hosszú levelei keresztben átellenesen állnak a hajtásokon. Többnyire szív alakúak, de lehetnek enyhén három- illetve ötkaréjosak is. A fiatal fákon hármas örvökben is állhatnak, és jóval nagyobbak, mint a kifejlett példányokon. Levelei a szívlevelű szivarfa leveleire emlékeztetnek, de nagyobbak azoknál. 
Virágai 30-40 cm hosszú, hajtásvégi bugákban állnak. A bugák oldalágai 5-15 cm hosszúak, a virágnyelek a csészéhez hasonlóan nemezesen szőrösek. Az egyenként 4-6 cm hosszú virágok nagyon illatosak. Csészéjük halványbarna és szőrös; a pártájuk lila, liláskék vagy világoskék. A  trombita alakú pártacső karimája ötkaréjú, a torkában a cső mentén  két hosszanti sárga csík húzódik; négy porzót tartalmaznak. A lehajló fürtökben csoportosuló, tojás alakú, de hegyes csúcsú, 3-4 cm hosszú toktermések eleinte zöldek, kissé ragadósak, őszre barnára színeződnek. A toktermés rengeteg apró, lapos, több hártyával körben szárnyas magot tartalmaz. A vörösesbarna, nemezesen szőrös, zárt csészék takarják a mintegy 1 cm-es új virágrügyeket, amelyek már ősszel, a termések érésével egy időben fejlődnek ki rövid, leveles hajtásokon. Nagyobb hideg a rügyeket károsíthatja. Ugyancsak könnyen elfagynak a fiatal példányok erőteljes hajtásai, mivel még az ősz múltán is növekednek.

## Életmódja, termőhelye
Lombhullató. Levelei csak a virágok elnyíltán fejlődnek ki — Dél-Európában már március–áprilisban, Magyarországon április–májusban, Angliában jellemzően júniusban. A beért termések két kopáccsal nyílnak fel. Magvait a szél és a víz terjeszti.
Jól tűri a szennyezett levegőt és a talaj fajtájára sem érzékeny; típusos pionír növény.
Gyökere 3 év alatt hatol kb. 2 méter mélyre. A talajvíz szintjét elérve nagyban függetleníti magát a felszíni hatásoktól: szárazság-, fagy- és erdőtűztűrővé válik úgy, hogy az elpusztult törzs helyén gyökérsarjról gyorsan újranő. Tápanyag- és vízdús talajon erőteljesen nő, ezzel azonban gyorsan kimerítheti a talajt. Fény- és melegigényes, a fagykárok elkerülése érdekében érdemes szélvédett, melegebb helyekre, zárt udvarba ültetni.
Nagy, virágzó fává csak a mérsékelt öv melegebb területein fejlődik. A hűvösebb-hidegebb területeken alacsony fa marad sőt, ha rendszeresen visszafagy, az új és új tőhajtásokról bokorrá fejlődik. Ilyenkor virágok nem hoz, de levelei akár félméteresek is lehetnek.

## Felhasználása
Levelei felhasználhatók takarmánynak.
Díszfaként Európában sokhelyütt ültetik parkokba, utcákba szép virágaiért és leveleiért. Európában először a 19. század végén egy franciaországi parkban volt látható. Magyarországon a 20. század elején gyakran ültetették, ezek közül néhány mára termetes fává fejlődött.
A hajtások visszavágása után gyorsan növekedésnek indul, és hatalmas leveleket hoz. Sarjról, gyökérdugványról vagy üvegházban magvetéssel szaporítják.
Kínában régi szokás, hogy lánygyermek születésekor ültetnek egy császárfát, amikor a gyermek felnő és férjhez megy, kivágják, és abból készítik el az új pár bútorait. A császárfa-faragás Japánban és Kínában önálló művészeti ág.
A könnyű, szárnyas magok a 19. században, a polisztirol megjelenése előtt a kínai porcelánok kedvelt csomagolóanyagai voltak.
Az Amerikai Egyesült Államokban inváziós faj.

## Képek

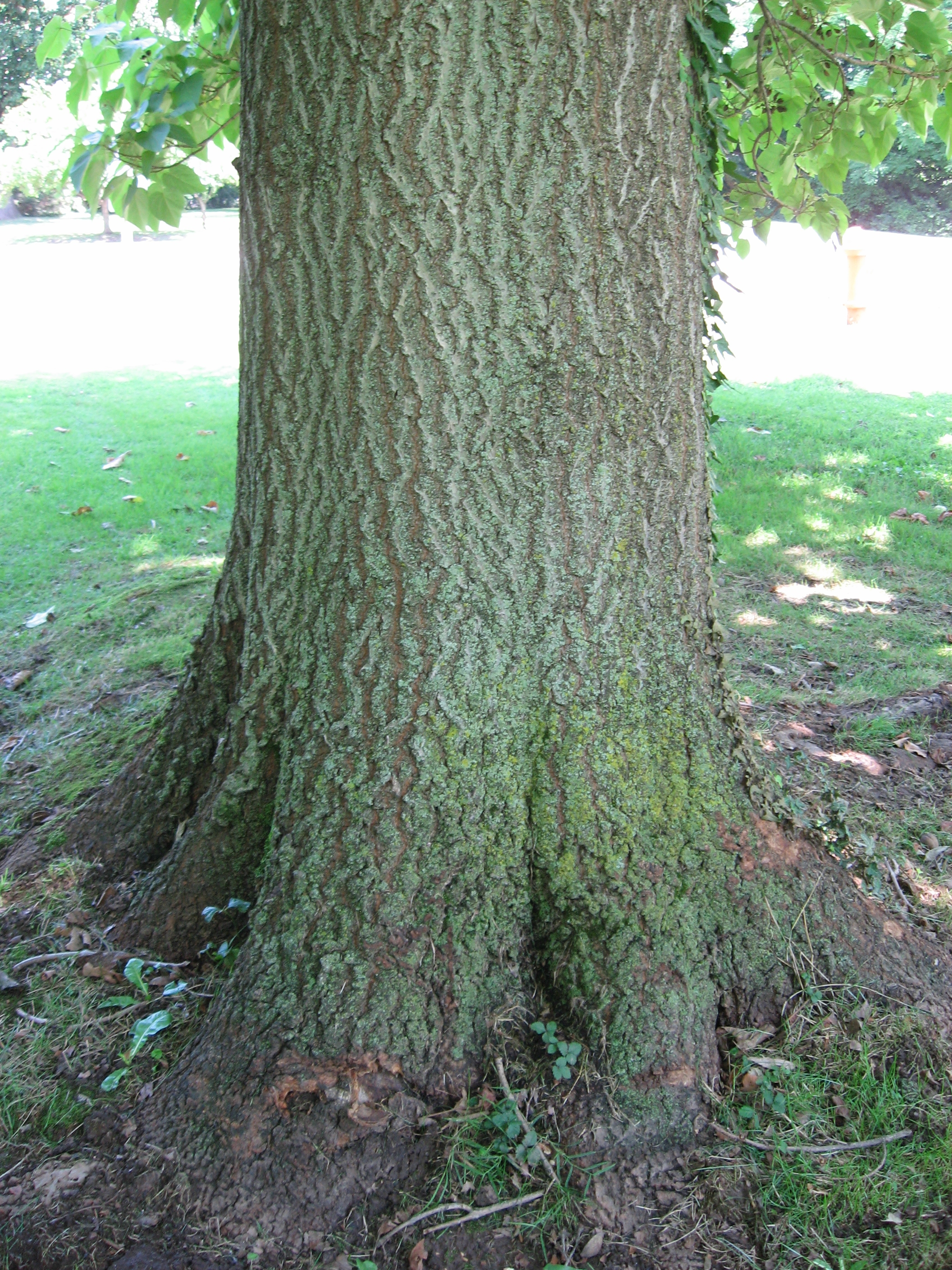
Törzse
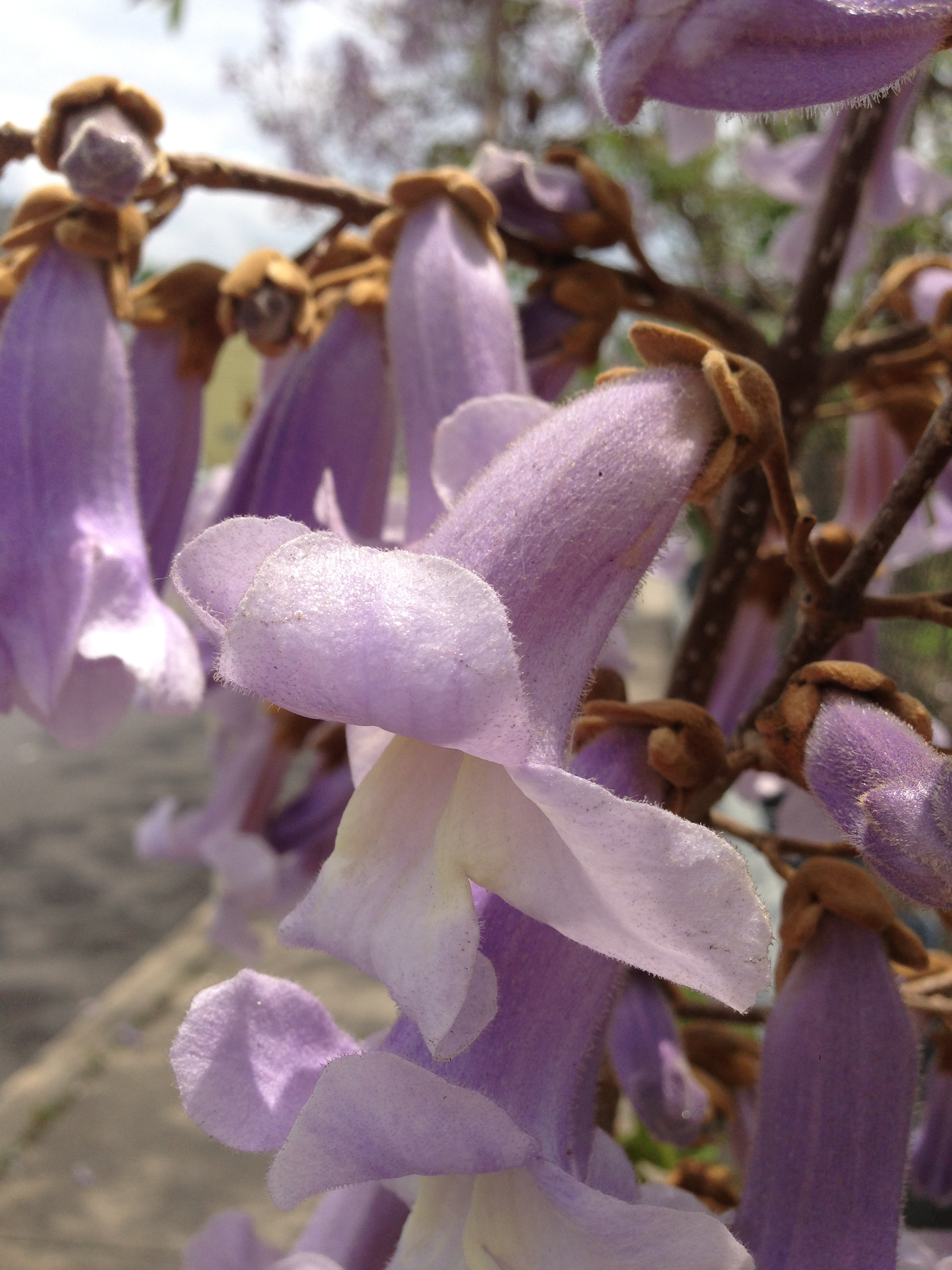
Virága
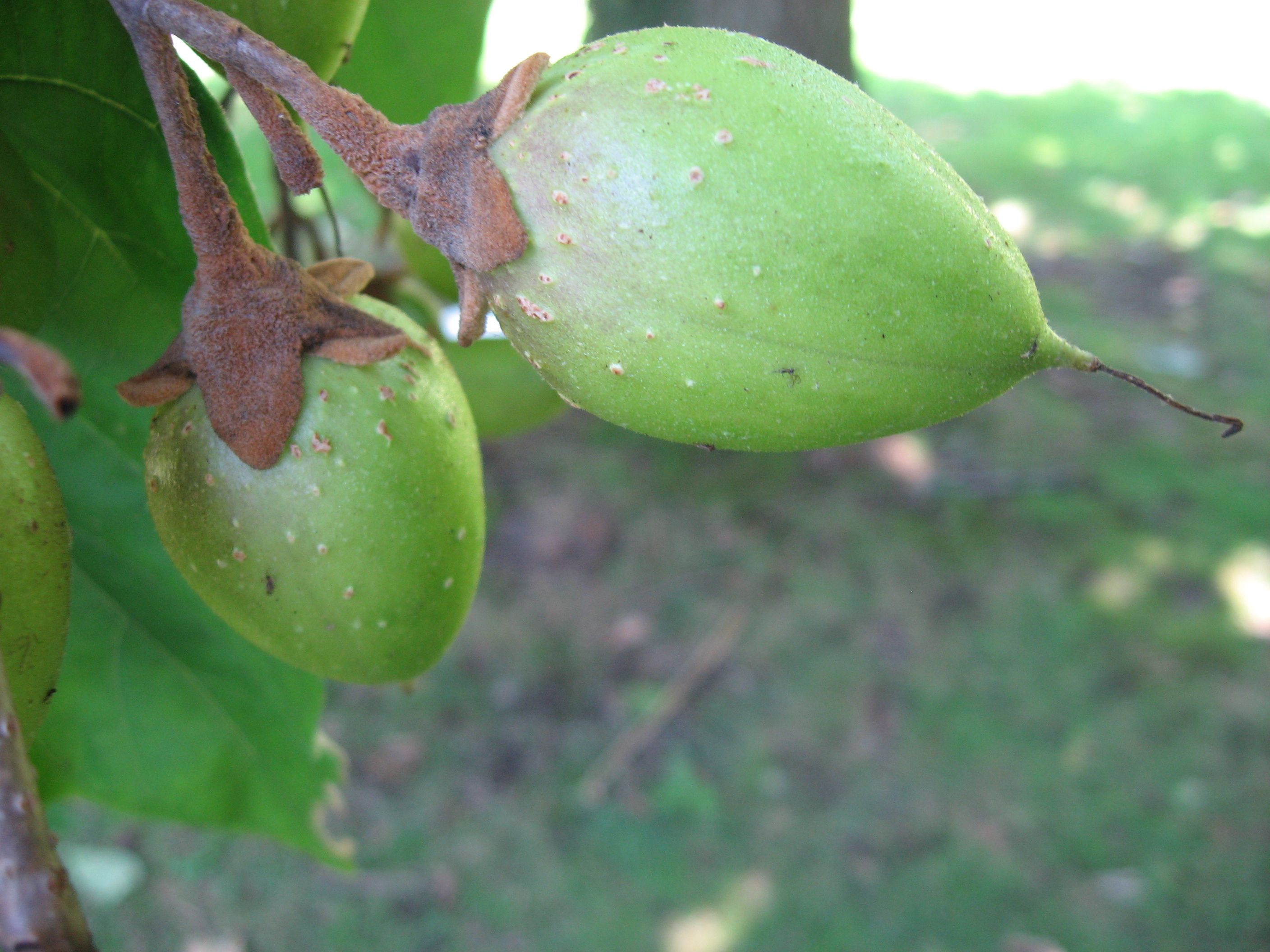
Termései
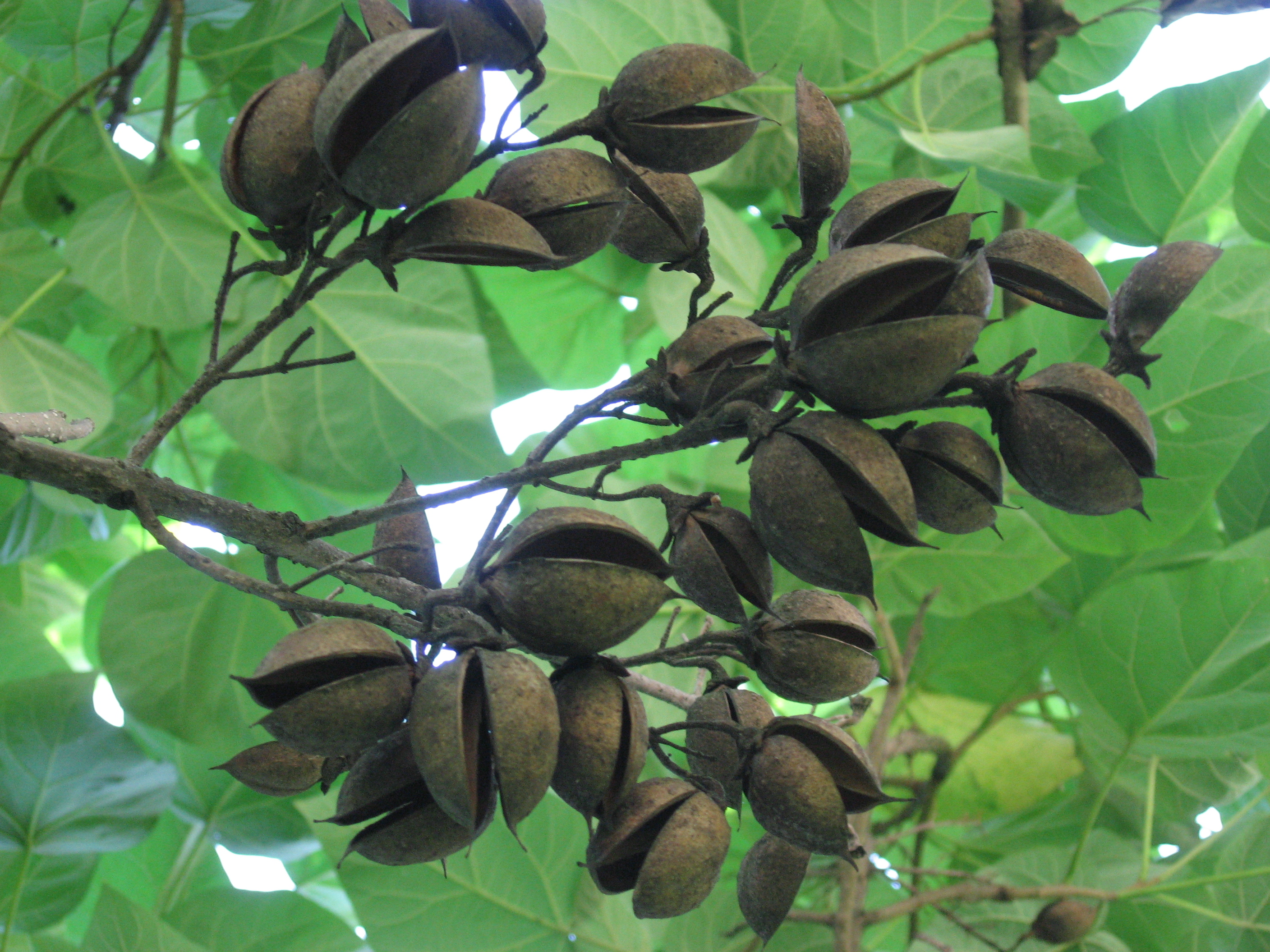
Száraz termései
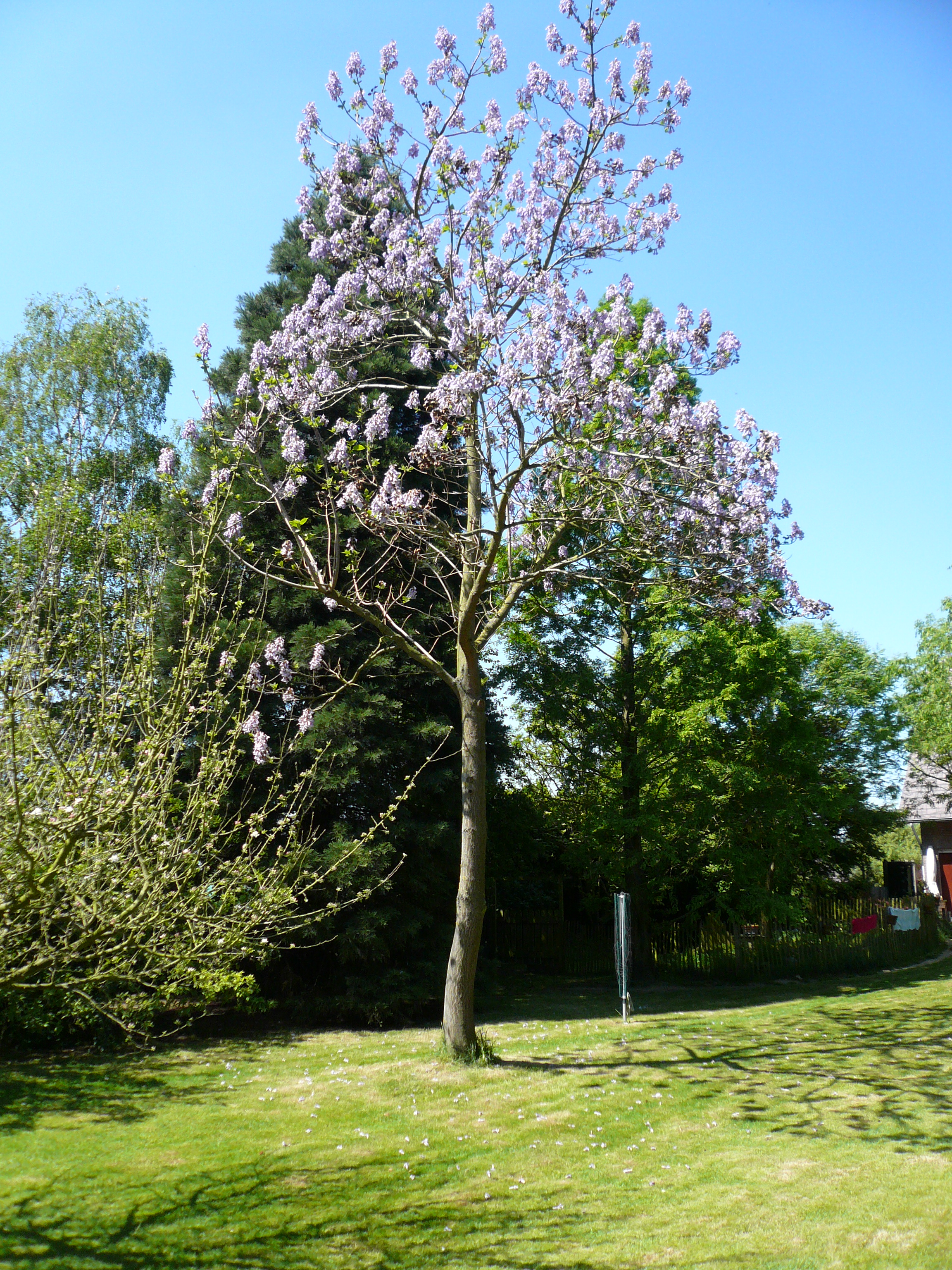
Virágzó fa

## Fordítás
- Ez a szócikk részben vagy egészben a Paulownia tomentosa című angol Wikipédia-szócikk ezen változatának fordításán alapul.  Az eredeti cikk szerkesztőit annak laptörténete sorolja fel. Ez a jelzés csupán a megfogalmazás eredetét és a szerzői jogokat jelzi, nem szolgál a cikkben szereplő információk forrásmegjelöléseként.